# Gruppo generale lineare
In matematica, e più precisamente in algebra lineare, il gruppo lineare generale è il gruppo di tutte le matrici invertibili n × n a valori in un campo K, dove n è un numero intero positivo. Il gruppo lineare generale viene indicato con GL(n, K) oppure con GLn(K), e si dice anche gruppo di matrici.
Il gruppo lineare speciale è il sottogruppo delle matrici aventi determinante uguale a +1. Il gruppo lineare speciale viene indicato con SL(n, K) oppure con SLn(K).

## Definizione e proprietà basilari
L'insieme GL(n, K) forma un gruppo con l'operazione di moltiplicazione fra matrici. Questo è anche l'insieme di tutte le matrici aventi determinante diverso da zero. 
Per il teorema di Binet, la funzione 
{\displaystyle \mathrm {GL} (n,K)\to K^{*};\qquad A\mapsto \det(A)}
che associa ad una matrice A in GL(n, K) il suo determinante, è un omomorfismo da GL(n, K) in K*, cioè K meno lo zero (che forma un gruppo con l'operazione prodotto).
Il sottogruppo normale SL(n,K) è il nucleo di questo omomorfismo. In altre parole, è il sottogruppo delle matrici con determinante +1.

## Spazi vettoriali
Il gruppo generale lineare GL(V) di uno spazio vettoriale V sul campo K è definito come il gruppo di tutti gli automorfismi dello spazio, cioè delle trasformazioni lineari invertibili di V in sé. Se lo spazio ha dimensione n finita, allora GL(V) è isomorfo a GL(n,K). L'isomorfismo non è canonico, perché dipende dalla scelta della base di V: se rappresentiamo l'automorfismo T come
{\displaystyle Te_{k}=\sum _{j=1}^{n}a_{jk}e_{j}\quad \forall k=1,...,n}
dove {\displaystyle (e_{1},\ldots ,e_{n})} è una data base, allora la matrice corrispondente a T è proprio la matrice con entrate {\displaystyle (a_{jk})_{jk}}, cioè la sua matrice associata.

## Caso reale

### Algebra
- I gruppi GL(n, R) e SL(n, R) non sono mai commutativi per n > 1.
- Le matrici diagonali formano un sottogruppo di GL(n, R).

### Topologia
Il gruppo GL(n, R) è anche una varietà differenziabile, e assieme alla struttura di gruppo forma un gruppo di Lie. Non è compatto né connesso, perché il determinante è una funzione continua e suriettiva a valori in R meno lo zero, che non è compatto né connesso. Esso ha due componenti connesse, una delle quali contiene SL(n, R).
È però omotopicamente equivalente al gruppo ortogonale O(n), che è un gruppo di Lie compatto.
Il sottogruppo SL(n, R) è connesso ma non compatto, ma è omotopicamente equivalente al gruppo ortogonale speciale SO(n), che è un gruppo di Lie connesso e compatto.

## Su un campo finito
Se K è un campo finito con q elementi, a volte si scrive GL(n,q) invece di GL(n,K) (e analogamente SL(n,q) invece di SL(n,K)). Quando q=p è un numero primo, GL(n,p) è il gruppo degli automorfismi esterni del gruppo {\displaystyle \left(\mathbb {Z} /p\mathbb {Z} \right)^{n}} e poiché {\displaystyle \left(\mathbb {Z} /p\mathbb {Z} \right)^{n}} è un gruppo abeliano e quindi ha gruppo degli automorfismi interni banale, GL(n,p) è anche il gruppo degli automorfismi.
L'ordine di GL(n, q), che in questo caso è un gruppo finito, è
{\displaystyle \prod _{k=0}^{n-1}(q^{n}-q^{k})=(q^{n}-1)(q^{n}-q)(q^{n}-q^{2})\dots (q^{n}-q^{n-1}).}
Questo si può calcolare contando le possibili colonne della matrice: la prima colonna può essere un qualunque vettore non nullo, la seconda può essere un qualunque vettore linearmente indipendente dalla prima colonna e, in generale, la k-esima colonna può essere un qualunque vettore linearmente indipendente dalle prime k -1 colonne.
L'ordine di SL(n, q), che in questo caso è un gruppo finito, è
{\displaystyle {\frac {(q^{n}-1)(q^{n}-q)(q^{n}-q^{2})\dots (q^{n}-q^{n-1})}{q-1}}=(1+q+\dots +q^{n-1})(q^{n}-q)(q^{n}-q^{2})\dots (q^{n}-q^{n-1}),}
dove l'uguaglianza vale per la somma della serie geometrica troncata a n-1. Il calcolo del dell'ordine segue dal fatto che SL(n, q) è il nucleo dell'omomorfismo suriettivo
{\displaystyle \mathrm {GL} (n,K)\to K^{*};\qquad A\mapsto \det(A)}
dove il codominio ha ordine q-1.

### Esempi
Per esempio GL(3,2) ha ordine (8 − 1)(8 − 2)(8 − 4) = 168 ed è il gruppo degli automorfismi del piano di Fano e del gruppo {\displaystyle \left(\mathbb {Z} /2\mathbb {Z} \right)^{3}}
Inoltre SL(3,2) ha ordine (1+2+4)(8-2)(8-4) = 168 e infatti GL(3,2) è isomorfo a SL(3,2).
In generale se q=2 si ha sempre che GL(n,2) è isomorfo a SL(n,2).
Se n=2 le precedenti formule si riducono a
{\displaystyle (q^{2}-1)(q^{2}-q)=(q-1)^{2}q(q+1)}
per GL(2,q) e a 
{\displaystyle (1+q)(q^{2}-q)=(q-1)q(q+1)}
per SL(2,q).

### Storia
Il gruppo lineare generale su un campo primo GL(ν,p), fu costruito e il suo ordine fu calcolato da Évariste Galois nel 1832, nel secondo (dei tre) manoscritti allegati alla sua ultima lettera (a Chevalier). Il suo uso era legato allo studio del gruppo di Galois dell'equazione generale di ordine pν.

## Generalizzazione
Il gruppo lineare generale può anche essere definito su un anello commutativo unitario {\displaystyle A.} L'insieme GL(n, A) forma un gruppo con l'operazione di moltiplicazione fra matrici. Questo è anche l'insieme di tutte le matrici aventi determinante invertibile in {\displaystyle A.} 
Per il teorema di Binet (che vale in ogni anello commutativo), la funzione 
{\displaystyle \mathrm {GL} (n,A)\to A^{*};\qquad M\mapsto \det(M),}
che associa a una matrice M in GL(n, A) il suo determinante, è un omomorfismo da GL(n, A) in A*, cioè l'insieme delle unità di {\displaystyle A} (che forma un gruppo con l'operazione prodotto).
Il sottogruppo normale SL(n,A) è il nucleo di questo omomorfismo. In altre parole, è il sottogruppo delle matrici con determinante 1.

### Sugli interi modulom
Sia {\displaystyle m\geq 2} un intero con fattorizzazione unica in primi: {\displaystyle m=\prod _{i=1}^{k}p_{i}^{r_{i}}}. Il gruppo lineare generale con elementi nell'anello {\displaystyle \mathbb {Z} /m\mathbb {Z} } ha cardinalità
{\displaystyle \#\mathrm {GL} (n,\mathbb {Z} /m\mathbb {Z} )=\prod _{i=1}^{k}p_{i}^{n^{2}(r_{i}-1)}\prod _{s=0}^{n-1}\left(p_{i}^{n}-p_{i}^{s}\right),}
che si ottiene usando il teorema cinese del resto per separare i primi e poi considerando gli elementi di {\displaystyle \mathrm {GL} (n,\mathbb {Z} /p_{i}\mathbb {Z} ),} per ogni {\displaystyle p_{i},} e sollevandoli a {\displaystyle \mathrm {GL} (n,\mathbb {Z} /p_{i}^{r_{i}}\mathbb {Z} )} in tutti i modi possibili.